# Rodolfo Chikilicuatre
Rodolfo Chikilicuatre fue un personaje interpretado por el actor español David Fernández, famoso por participar en el Festival de Eurovisión del año 2008 junto con sus dos bailarinas oficiales, "Disco" y "Gráfica" (Silvia Abril y Alejandra Jiménez-Cascón) en representación de España. Se dio a conocer mediante su pegadiza canción Baila el Chiki-chiki de estilo rock/reguetón. El personaje de Rodolfo era un músico friki, supuestamente nacido en Buenos Aires (Argentina) en 1972, y cantaba siempre con una guitarra de juguete, a la que llamaba Luciana. 
El 5 de junio de 2008 anunciaba que “oficialmente” se retiraba del mundo musical, pero hasta 2017 ha estado apareciendo recurrentemente en diversos Late-Shows, reinterpretando su célebre “Single” y animando a otros representantes españoles de Eurovisión en ediciones más recientes.

## Creación del personaje
En una nueva etapa del programa Buenafuente (BFN) en La Sexta fue cuando David Fernández, en la efímera sección de Actor de Guardia, comenzó a interpretar a varios personajes relacionados con noticias reales de actualidad, escogidas de forma aleatoria. El 21 de enero de 2008, basándose en la noticia del invento de la guitarra con vibrador, encarnó el papel de un personaje anónimo de nombre Ricardo Rosanti y nacionalidad argentina, que decía ser el inventor del aparato. Días después, el 5 de febrero, reapareció en el programa, rebautizado con el nombre de Rodolfo Chikilicuatre y que, a modo de agradecimiento, presentó a Buenafuente una canción a ritmo de reguetón denominada Baila el Chiki chiki, pieza presuntamente compuesta por Santiago Segura (letra) y Pedro Guerra (música), tal y como lo reflejaron muchos medios de comunicación. Sin embargo todo fue una parodia a la que se prestaron para el programa.

## Festival de Eurovisión 2008: "Baila El Chiki-chiki"
Posteriormente, Buenafuente decidió presentar la canción al concurso Salvemos Eurovisión, que TVE y Myspace habían organizado para elegir la canción que representaría a España en el Festival de la Canción de Eurovisión 2008, a celebrar en Belgrado (Serbia), entre los días 20 y 24 de mayo. En el mismo, los candidatos expusieron sus canciones y se decidieron los diez mejores mediante los votos del público a través de la página web (cinco seleccionados) y de un jurado profesional (otros cinco). Rodolfo acabó consiguiendo el primer puesto en la lista de votaciones vía MySpace, con la canción Baila el Chiki-chiki, ostentando una cómoda ventaja de votos (109.995 votos), frente al segundo clasificado La Casa Azul, con La revolución sexual (67.706 votos).
Este tema, gracias a la campaña de publicidad que La Sexta hizo en febrero del mismo año valiéndose del portal YouTube, causó furor a los pocos días de su estreno, siendo reconocido y admirado por gran parte de los telespectadores españoles.
En la gala final televisada Salvemos Eurovisión, organizada también por TVE y emitida el 8 de marzo de 2008, donde se eligió finalmente al representante de España, de entre los 10 candidatos totales preseleccionados, Chikilicuatre obtuvo 12 puntos (la máxima puntuación) en las votaciones previas a la misma. En los votos escrutados durante la noche de la gala, obtuvo 48 puntos (máxima puntuación posible también), con un total de 60 puntos, por lo que se proclamó ganador absoluto por la audiencia y fue nombrado representante de España en el certamen de Eurovisión de 2008 en Belgrado. Rodolfo consiguió el máximo número de votos posibles que se podían obtener en las tres fases de votaciones de que constó la selección del representante español. En segundo lugar quedó Coral, con Todo está en tu mente con 48 votos. Así, David, caracterizado como Rodolfo Chikilicuatre, fue el representante de España el 24 de mayo de 2008 en el Festival de Eurovisión.
El 11 de marzo de 2008 Chikilicuatre anunció la modificación de la letra de su canción para hacerla políticamente correcta, retirando las alusiones políticas explícitas que contenía y adaptarse así a las normas del festival.
El propio actor y fuentes de TVE aseguraron que la canción permanecería "semi-intacta", manteniendo su esencia. Igualmente se aumentó la duración de la pieza, a fin de resultar totalmente apta para el certamen, según la normativa de la UER.
El 14 de marzo se hizo pública la versión definitiva de la canción, manteniendo todas sus características fundamentales, adaptando y corrigiendo las posibles referencias problemáticas que tenía la original. Esta es más larga, con una duración de 2 minutos y 52 segundos e incluye, además, algunos párrafos en inglés, amén de múltiples referencias a figuras de españoles famosos internacionalmente.
El 29 de abril se emitió en TVE una gala especial dedicada a Rodolfo Chikilicuatre: Dansin Chiki-chiki, presentada por Santiago Segura. Durante la misma, se dieron a conocer múltiples detalles de la vida de Rodolfo y sus bailarinas oficiales, Disco y Gráfica (Silvia Abril y Alejandra Jiménez-Cascón), actuaciones especiales y nuevas versiones de Baila el Chiki-chiki, como por ejemplo, la del grupo Mojinos Escozíos. También sirvió para escoger a las tres bailarinas acompañantes, de entre cuatrocientas aspirantes, que completarían el cuerpo de baile de Chikilicuatre en Belgrado. En el programa pudieron verse los diferentes cástines que se llevaron a cabo para la selección. Las afortunadas fueron Leticia Martín, María Ángeles Mas y Cecilia López, que bailaron al final de la gala, junto con Rodolfo, Disco y Gráfica, la coreografía definitiva que fue representada en Belgrado durante el festival de Eurovisión. También hizo acto de presencia el presentador tradicional del concurso en España, el periodista José Luis Uribarri, el cual seguía sin admitir la contundente victoria frente a otros candidatos y éxito mediático posterior del representante español de 2008.
Andreu Buenafuente intentó promocionar al representante irlandés, Dustin The Turkey, una marioneta en forma de pavo, para así justificar la presencia de un humorista representando a España. No obstante, la candidatura irlandesa no llegaría a pasar de las semifinales. Dustin The Turkey no había sido creado para el festival como Chikilicuatre, era un personaje televisivo muy conocido en Irlanda desde 1994, con seis discos de estudio y quince sencillos.
El personaje de Rodolfo Chikilicuatre pareció haber engullido en esos momentos a David Fernández, que sólo aparecía en público caracterizado como aquel otro, hasta el punto de que en la web del programa Buenafuente sólo aparecía el personaje, sin referencia alguna al actor que lo encarnaba. Pese a su tremenda popularidad, Rodolfo recibió numerosas críticas por parte de artistas musicales y seguidores tradicionales del Festival de Eurovisión, que no reconocían mérito ni al personaje ni a la canción para asistir al concurso. No obstante, múltiples medios de comunicación admitieron que la elección de Rodolfo había conseguido romper con la indiferencia y cierto "desinterés" que había en España ante el Festival.
Finalmente, Rodolfo Chikilicuatre actuó en Eurovisión: terminó en el puesto decimosexto con 55 puntos. Mejoró notablemente la posición española desde Ramón en 2004, que quedó décimo y no fue superada hasta dos años más tarde, cuando Daniel Diges quedó decimoquinto con 68 puntos. No obstante, en 2008 el 100 % de los puntos los otorgaba el televoto, pero a partir de 2009 el 50 % se reserva para jurados nacionales. El ganador fue el ruso Dima Bilan con el tema Believe.
Pese a todo, Rodolfo Chikilicuatre logró batir todos los récords en España, con unas espectaculares cifras de audiencia que hacía 6 años que no se lograban. Con 10,6 millones de espectadores durante las votaciones, esta retransmisión superó al fútbol reciente y fue lo más visto desde que Rosa López acudiera con Europe's living a celebration. En el momento en que apareció Rodolfo en el escenario, había ante la pantalla 13,9 millones de españoles, un 78,1 % de cuota de audiencia que dejó bajo mínimos a toda la competencia audiovisual.
En lo que se refiere al grueso del programa, el festival de canciones en su totalidad, la retransmisión congregó a 9.336.000 telespectadores y un 59,3 % de cuota de pantalla.

## El "Adiós" de Chikilicuatre
Dos semanas después del Festival de Eurovisión 2008, David Fernández abandonó el personaje de Rodolfo Chikilicuatre. Para ello, Buenafuente dio un comunicado de prensa a los medios de comunicación en el cual afirmaba que, en el programa BFN del 4 de junio de 2008, "mataría" a Rodolfo Chikilicuatre. Rodolfo apareció por última vez en el programa de La Sexta, alegando que se retiraría de la música por un tiempo, que dedicaría a descansar y probablemente a escribir otra nueva canción, agradeciéndole a toda España su apoyo. Durante su estancia en plató se dieron múltiples guiños referentes a su "muerte", hasta marcharse en un coche funerario.
Justo a continuación, se emitió una parodia del programa conducido por Jordi González, La noria de la cadena Telecinco, debido a que, según algunas voces, este último trató de difamar a Rodolfo Chikilicuatre y Buenafuente el día del Festival de Eurovisión 2008, a consecuencia de su audiencia ese día en esa franja, en la cual la actuación del representante eurovisivo español tuvo una audiencia superior.

## Repercusión y legado posteriores
Años después de su desaparición, la influencia del personaje aún era patente. En noviembre de 2012, durante el concurso Tu cara me suena, se realizó una gala especial dedicada a Eurovisión donde Santiago Segura, participante del mismo, encarnó e imitó a Rodolfo, interpretando nuevamente su famoso tema musical. En esta gala, Santiago actuó con Luciana, la guitarra original de Rodolfo, y sus gafas sin cristal.
En diciembre de 2016, Chikilicuatre reapareció en Late motiv como parte de un reencuentro de personajes de programas presentados por Andreu Buenafuente a lo largo de toda su trayectoria televisiva. Aparecieron también personajes como El Neng de Castefa y La Niña de Shrek. 
Rodolfo volvió a aparecer en el mismo programa, en mayo de 2017, junto con el representante de España en Eurovisión de 2017, Manel Navarro, con motivo de haber logrado este la última posición en el Certamen de ese año. Chikilicuatre regaló un Gallo real al fallido participante por su error durante el certamen y volvió a interpretar, junto con su ayudante Gráfica, una nueva versión de Baila el Chiki-chiki, mezclándola con el Tema de Manel Navarro, para la estupefacción de este.
En enero de 2018 volvió a aparecer en el programa Late motiv de Buenafuente para versionar la canción que representó a España en el Festival de la Canción de Eurovisión 2018 titulada Tu canción y cantada por Alfred García y Amaia Romero.
El personaje aparece brevemente en la película Padre no hay más que uno 5: Nido repleto, reconvertido en productor musical.